# 因赫涅羅巴勃羅諾格斯
因赫涅羅巴勃羅諾格斯是阿根廷的城鎮，位於該國東北部，由布宜諾斯艾利斯省負責管轄，距離首都布宜諾斯艾利斯39公里，海拔高度20米，2001年人口38,470。

## 外部連結
- （西班牙文） municipal website map